# Łelaky (obwód winnicki)
Łelaky (ukr. Леляки) – wieś na Ukrainie, w obwodzie winnickim, w rejonie żmeryńskim, w hromadzie Żmerynka. W 2001 liczyła 707 mieszkańców, spośród których 679 wskazało jako ojczysty język ukraiński, 22 rosyjski, a 6 mołdawski.